# Siegfried & Joy

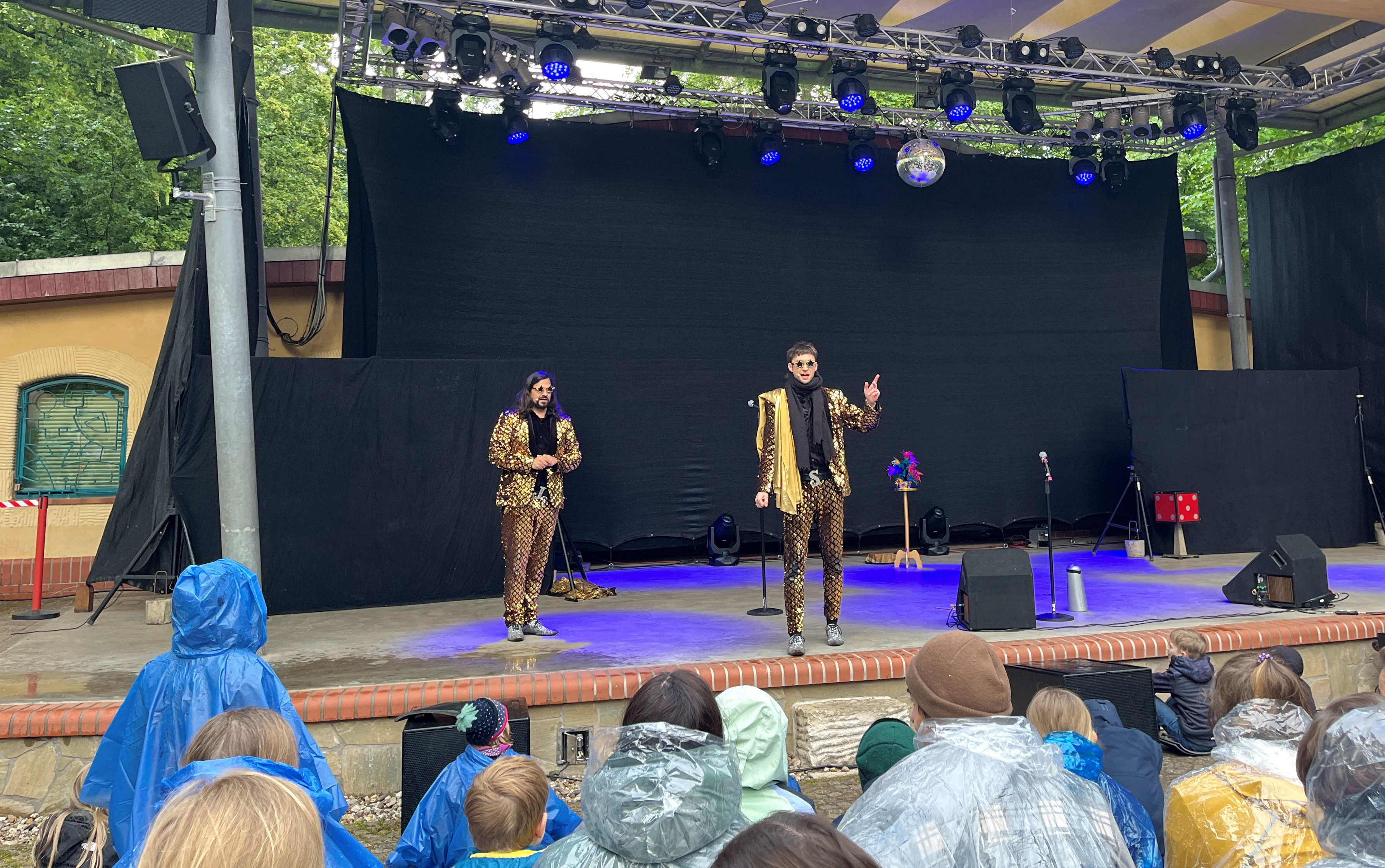
Siegfried (rechts im Bild) & Joy in Leipzig am 23. Mai 2025

Siegfried & Joy ist ein deutsches Zauberkünstler-Duo mit Comedy-Elementen, welches sich 2015 gründete, seit 2016 öffentlich auf Tourneen auftritt und mit ihren Social-Media-Kurzclips außerst erfolgreich ist. Die Pseudonyme der beiden Künstler sind Siegfried D'Amour und (The Great) Joy Leslie.

## Leben und Karriere
Siegfried D'Amour (* 1996, bürgerlicher Name: Nico Donner) wurde in Berlin-Spandau geboren, im neunten Lebensjahr begann er mit der Zauberei. 2011 gewann er die Deutsche Jugendmeisterschaft für Zauberkunst sowie andere Nachwuchspreise. Nach seinem Abitur arbeitete Donner für viereinhalb Monate als Zauberkünstler auf einem Kreuzfahrtschiff. Zum Zeitpunkt des ersten Treffens mit Joy Leslie studierte er in Berlin Musik, Ethik und Philosophie.
Joy Leslie (* 1987 oder 1988) stammt aus Berlin-Neukölln, wurde als Sohn eines Pantomimen geboren, wuchs im Theater-Umfeld auf und beschäftigte sich erst ab 2013 intensiv mit der Zauberkunst. Sein Realname ist unbekannt.
Die beiden lernten sich 2015 im Geschäft für Zauberkünstlerzubehör Fabiolus Magic Store in Berlin-Schöneberg kennen. Im Rahmen ihres ersten gemeinsamen Auftritts ein Jahr später im Berliner Techno-Club Berghain legten sie sich die Künstlernamen mit der Anspielung auf Siegfried und Roy zu. Ab da an traten sie als Zauberkünstler regelmäßig zunächst in kleineren Lokalitäten auf. Ihre Kurzclips auf den Social-Media- und Kurzvideo-Plattformen Facebook, Instagram und TikTok machten sie auch international bekannt. Ihr Markenzeichen ist, dass sie in Glitzeranzügen und markanten Sonnenbrillen sich oder andere Personen zu Céline Dions melodramatischer Ballade It’s All Coming Back to Me Now hinter einem Tuch „verschwinden“ lassen. Dabei bewegen sich die „Weggezauberten“ dilettantisch und für alle Zuschauenden offensichtlich aus der Szene oder verstecken sich unvorteilhaft hinter viel zu kleinen Objekten. Diese Kurzclips werden mittlerweile von Fans weltweit tausendfach kopiert und nachgestellt. Seit 2023 lassen die beiden Zauberkünstler auf diese Art aus Protest gegen die Partei auch regelmäßig AfD-Wahlplakate „verschwinden“.

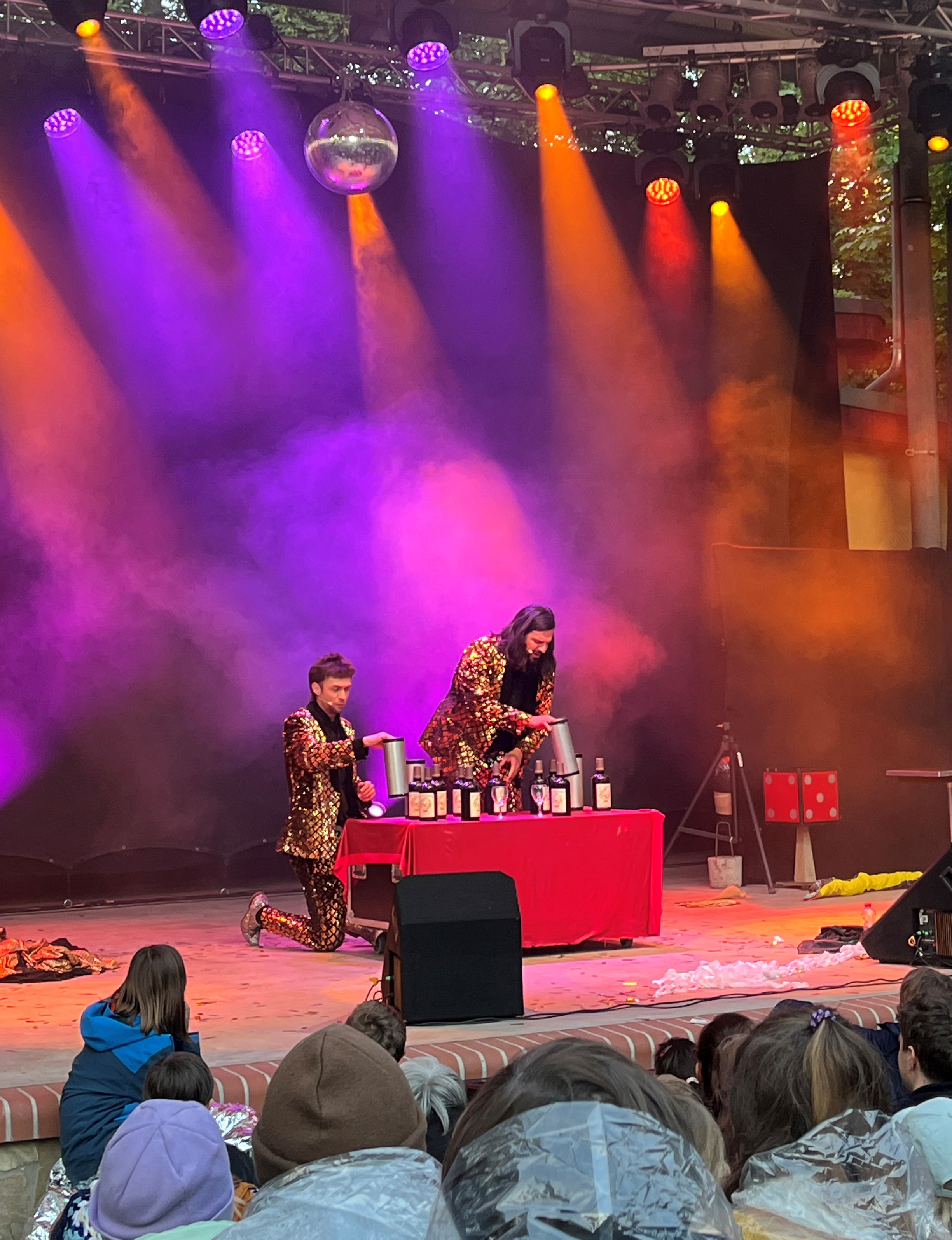
Siegfried & Joy in Leipzig am 23. Mai 2025

2022 wurde das Duo zur US-amerikanischen Castingshow America’s Got Talent eingeladen. Das Juror-Mitglied Heidi Klum bekannte sich als Fan von Siegfried & Joy, und obwohl sie in die zweite Runde des Wettbewerbs eingezogen wären, nahmen die beiden aufgrund der Kommerzialität nicht weiter an der Show teil. Im gleichen Jahr gewannen sie die Deutsche Meisterschaft für Zauberkunst, 2023 wurden sie zu den deutschen Magieren des Jahres ernannt. Die beiden wurden ebenfalls 2023 für das SZ-Magazin als erste Zauberkünstler für das Sagen Sie jetzt nichts – Das Interview ohne Worte befragt.
Seit Anfang der 2020er Jahre touren Siegfried & Joy mittlerweile europaweit mit etwa 90-minütigen Auftritten unter dem Titel Las Vegas in ..., ergänzt durch den Namen der Stadt, in der sie auftreten. Im März 2025 produzierte der NDR neue Folgen der Sesamstraße u. a. mit den beiden Zauberkünstlern als Stargästen. Außerdem waren sie 2025 in drei Folgen der sechsten Staffel von LOL: Last One Laughing zu Gast.
Seit der Gründung des Duos hat sich die Social-Media-Anhängerschaft der beiden vervielfacht, Stand Mai 2025 hatte ihr Instagram-Kanal mehr als 2,7 MIllionen und ihr TikTok-Kanal 2,6 Millionen Follower.

## Auszeichnungen (Auswahl)
- 2011: 1. Platz bei der Deutschen Jugendmeisterschaft für Zauberkunst in der Kategorie Allgemeine Magie mit Musik in Frankfurt am Main (Nico Donner)[5]
- 2011: 2. Platz bei der Deutschen Jugendmeisterschaft für Zauberkunst in der Kategorie Manipulation in Leverkusen (Nico Donner)[5]
- 2011: 1. Preis beim Internationalen 20. La Colombe d’or in Antibes (Nico Donner)[6]
- 2022: 1. Platz bei der 16. Deutschen Meisterschaft für Zauberkunst in der Kategorie Comedy in Fürstenfeldbruck (Siegfried & Joy)[7]
- 2023: Magier des Jahres (Siegfried & Joy)[8]